# Dersch (Adelsgeschlecht)

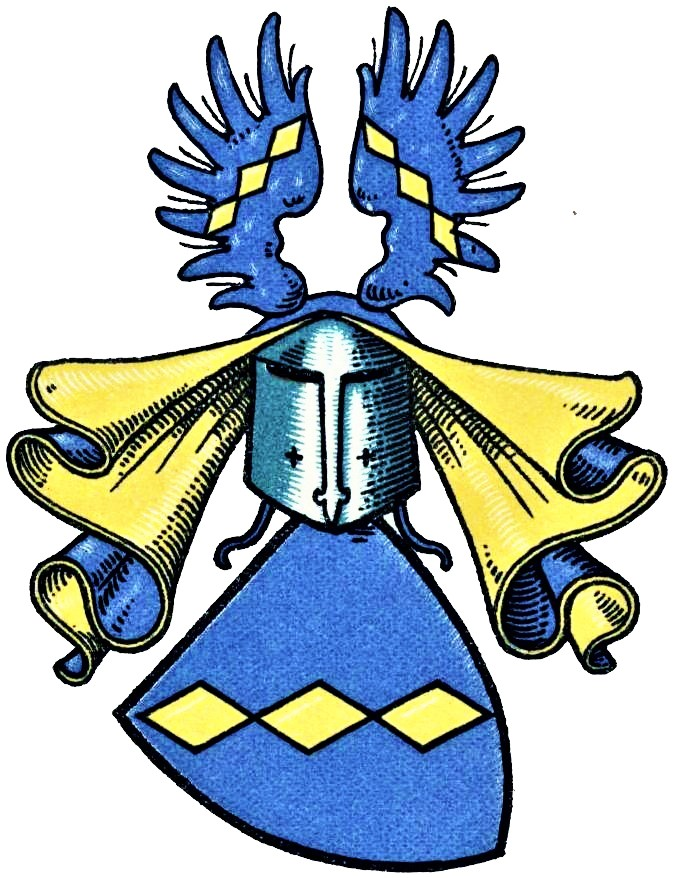
Stammwappen derer von Dersch (alt)

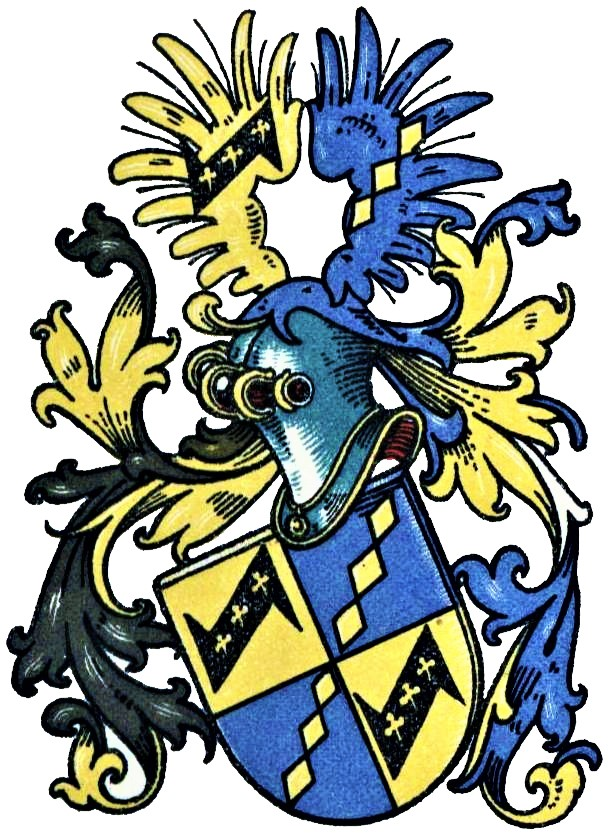
Wappen derer von Dersch (1407)

Dersch (auch: Derss, Terse, Tersen, Therse o. ä.) ist der Name eines nordhessisch-westfälischen Adelsgeschlechts.

## Geschichte
Die erste urkundliche Erwähnung des Geschlechts erfolgte im Jahr 1261. Die von Dersch waren kurmainzische Burgmannen auf der Burg Battenberg und der Burg Mellnau und hatten Besitz in Frohnhausen im Landkreis Waldeck-Frankenberg. Ferner waren sie im Bistum Paderborn und im kurkölnischen Sauerland begütert.
Um das Jahr 1487 verlegte Heinz von Dersch seinen Wohnsitz von Battenberg nach Viermünden. 1496 übergab die Familie von Hohenfels ihr Schloss in Viermünden mit dem Zehnten, Gärten, Äckern und allen dazugehörenden Erbgütern an die von Dersch. Um das Jahre 1500 veranlasste Volprecht von Dersch die Wiederbesiedlung des seit mehr als 100 Jahren wüst gelegenen Diedenshausen mit fünf Bauern. Sein Sohn Rabe von Dersch verkaufte seine Anteile von Diedenshausen 1538 an Graf Wilhelm von Wittgenstein. Im November 1564 ermordete der als Raubritter bekannte Johann von Dersch († 1590) seinen Nachbarn Johann von Viermund, Herrn von Hermannsberg. 1566 wurde Johann von Dersch deshalb geächtet und musste das Land verlassen. Seine Besitzungen übernahm sein Bruder Georg von Dersch, der 1575 auf einem Feldzug der Hugenottenkriege in Frankreich starb. Er wurde in Saarbrücken beigesetzt.
Das Geschlecht starb am 27. Juni 1717 im Mannesstamm aus, als Georg Erhard von Dersch einen Sturz vom Pferd nicht überlebte und seine Ehefrau mit zwei minderjährigen Töchtern hinterließ. Die Witwe führte das Wappen fort und erhielt den Titel „Dame“ von der katholischen Kirche nach erneuter Heirat zum Erhalt des Geschlechts der von Dersch. Der letzte Namensträger Hannelore Martha Paula Theile, geb. Dersch, verstarb 2014 in Heidelberg (Kurpfalz).

## Bedeutende Vertreter
- Eckard von Dersch († 1405); 1371 bis 1405 Bischof von Worms

## Wappen
Im Jahr 1407 übernahm das Geschlecht das Wappen der ausgestorbenen Herren von Diedenshausen.
- Blasonierung des alten Stammwappens: In Blau drei schrägrechts stehende goldene Rauten. Auf dem Helm ein offener blauer Flug, jeder Flügel mit den drei Rauten nach außen absteigend belegt. Die Helmdecken sind blau-golden.[3]

Eine heraldische Ähnlichkeit zu diesem Wappen besteht zu dem der Ritter von Hausen genannt Hochschlitz, die vom 13. bis zu Beginn des 15. Jahrhunderts in Schwaben nachgewiesen sind und ihren Sitz auf einer früheren Burg in Pfauhausen hatten.
- Blasonierung des Wappens von 1407: Quadriert: Felder 1 und 4 in Gold eine schwarze schräglinks gelegte Wolfsangel mit drei goldenen Kleeblättern belegt; Felder 2 und 3 in Blau drei schräglinks gestellte goldene Rauten. Auf dem Helm ein offener Flug, der rechte Flügel golden mit der Wolfsangel, der linke Flügel blau mit den Rauten belegt. Die Helmdecken sind schwarz-golden und blau-golden.[4]

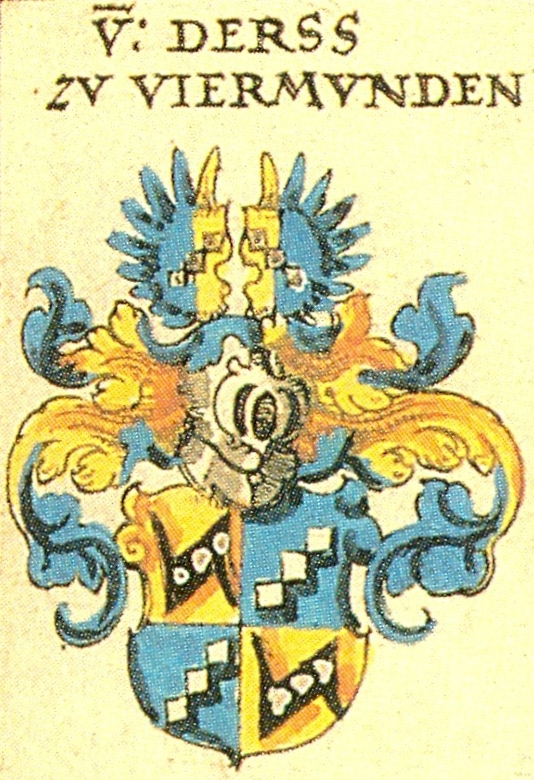
Wappen derer von Dersch in Siebmachers Wappenbuch
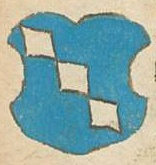
Familienwappen des Bischofs Eckard von Dersch († 1405); aus der „Wormatiensis Chronici“, von Georg Helwich, 1614